# جواد غروی علیاری
جواد غروی علیاری (زاده ۱۳۱۳ در تبریز، درگذشته ۱۵ شهریور ۱۳۹۷ در تهران) یکی از مراجع تقلید شیعه در ایران و حوزه علمیه تهران بود. اجداد وی نیز کسانی همچون علامه مولی علی علیاری، میرزا محمد حسن علیاری، میرزا محسن علیاری، میرزا علی آقا غروی علیاری که جملگی از فقهای شیعه بودند، می‌باشند.

## تحصیلات
وی تحصیلات خود را در کودکی در شهر تبریز گذراند و بعد از آن به مدت ده سال تا رسیدن به درجه اجتهاد در عراق و در شهر نجف و زیر نظر استادانی مثل سید ابوالقاسم خویی، سید ابراهیم اصطهباناتی، سید مرتضی فیروز آبادی تحصیل کرد.
بعد از نامساعد شدن جو سیاسی عراق، به تهران و سپس با نظر پدرش به مشهد رفت و به مدت هفت سال در مشهد زیر نظر استادانی مثل؛ سید هادی میلانی، مرتضی شاهرودی و احمد کفایی خراسانی به تحصیل علوم حوزوی پرداخت.
پس از تحصیل در مشهد، به جهت تحصیلات تکمیلی به قم رفت و نزدیک به دوازده سال را در آن شهر زیر نظر استادانی مثل؛ روح‌الله خمینی، سید شهاب الدین مرعشی نجفی، سید محمد حسین طباطبایی تحصیل کرد.
در سال ۱۳۵۲ به تهران عظیمت کرد و در بدو ورود به حوزه علمیه تهران اقدام به تأسیس مدرسه علمیه فاطمیه نمود.

## آثار
- تقریرات درس سید روح‌الله خمینی
- تقریرات درس سید محمود حسینی شاهرودی
- تقریرات درس سید محمد محقق داماد
- شناخت توحید (در اصول دین)
- الرجعه و المعراج
- نبوت و امامت
- شناخت امام منتظر
- مجموعه مقالاتی در باب (نفس – قلب – روح – عقل)
- تفسیری از قرآن مجید
- مجموعه‌ای در فضائل انسانی
- مناسک حج
- حاشیه به عروه الوثقی
- استفتائات
- رساله علمیه جامع الفروغ

## درگذشت
جواد غروی علیاری در ۱۵ شهریور ۱۳۹۷ در سن ۸۴ سالگی درگذشت و پس از تشییع، در حرم فاطمه معصومه، صحن امام رضا، حجره ۱۶ دفن شد.